# 烏馬哈爾索山 (卡帕索區)
17°10′42″S 69°53′33″W / 17.17833°S 69.89250°W
烏馬哈爾索山（Uma Jalsu），是秘魯的山峰，位於該國東南部普諾大區，由埃爾科廖省的卡帕索區負責管轄，屬於安地斯山脈的一部分，海拔高度5,000米。